# Arroyomolinos de León
Arroyomolinos de León ist ein Ort und eine Gemeinde (municipio) mit 925 Einwohnern (Stand: 2024) im Norden der südspanischen Provinz Huelva in der Autonomen Gemeinschaft Andalusien.

## Lage
Arroyomolinos de León liegt auf einer Anhöhe im westlichen Teil der Sierra Morena knapp 155 km nordnordöstlich der Hafenstadt Huelva und etwa 125 Kilometer nordnordwestlich von Sevilla in einer Höhe von ca. 610 m im Parque Natural Sierra de Aracena y Picos de Aroche. Mit dem Monte Bonales (1055 m) liegt in der Gemeinde die höchste Erhebung der Provinz.

## Geschichte
Am 8. Dezember 1932 soll sich im Luftraum über Arroyomolinos de León eine Meteoritenexplosion eines delta-Arietiden mit 190 kt TNT ereignet haben.

## Bevölkerungsentwicklung
| Jahr      | 1970  | 1980  | 1990  | 2000  | 2010  | 2020 |
| Einwohner | 1.622 | 1.263 | 1.242 | 1.114 | 1.041 | 963  |

Der deutliche Bevölkerungsrückgang in der zweiten Hälfte des 20. Jahrhunderts ist im Wesentlichen auf die Mechanisierung der Landwirtschaft und den damit einhergehenden Verlust an Arbeitsplätzen zurückzuführen.

## Sehenswürdigkeiten
- Jakobus-der-Ältere-Kirche (Iglesia de Santiago el Mayor)
- Marienkapelle (Ermita de la Virgen de los Remedios)
- Windmühlen

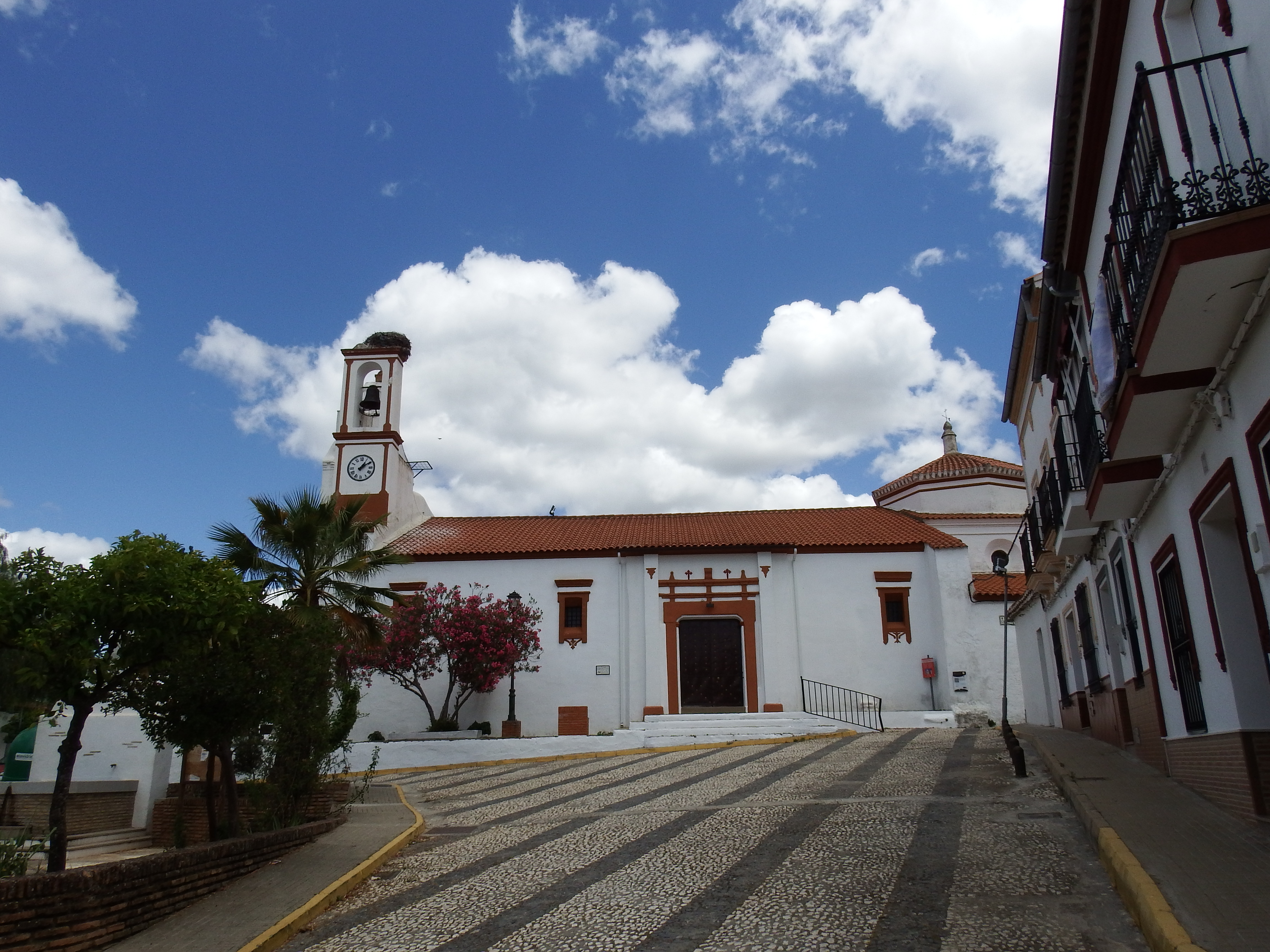
Jakobus-der-Ältere-Kirche
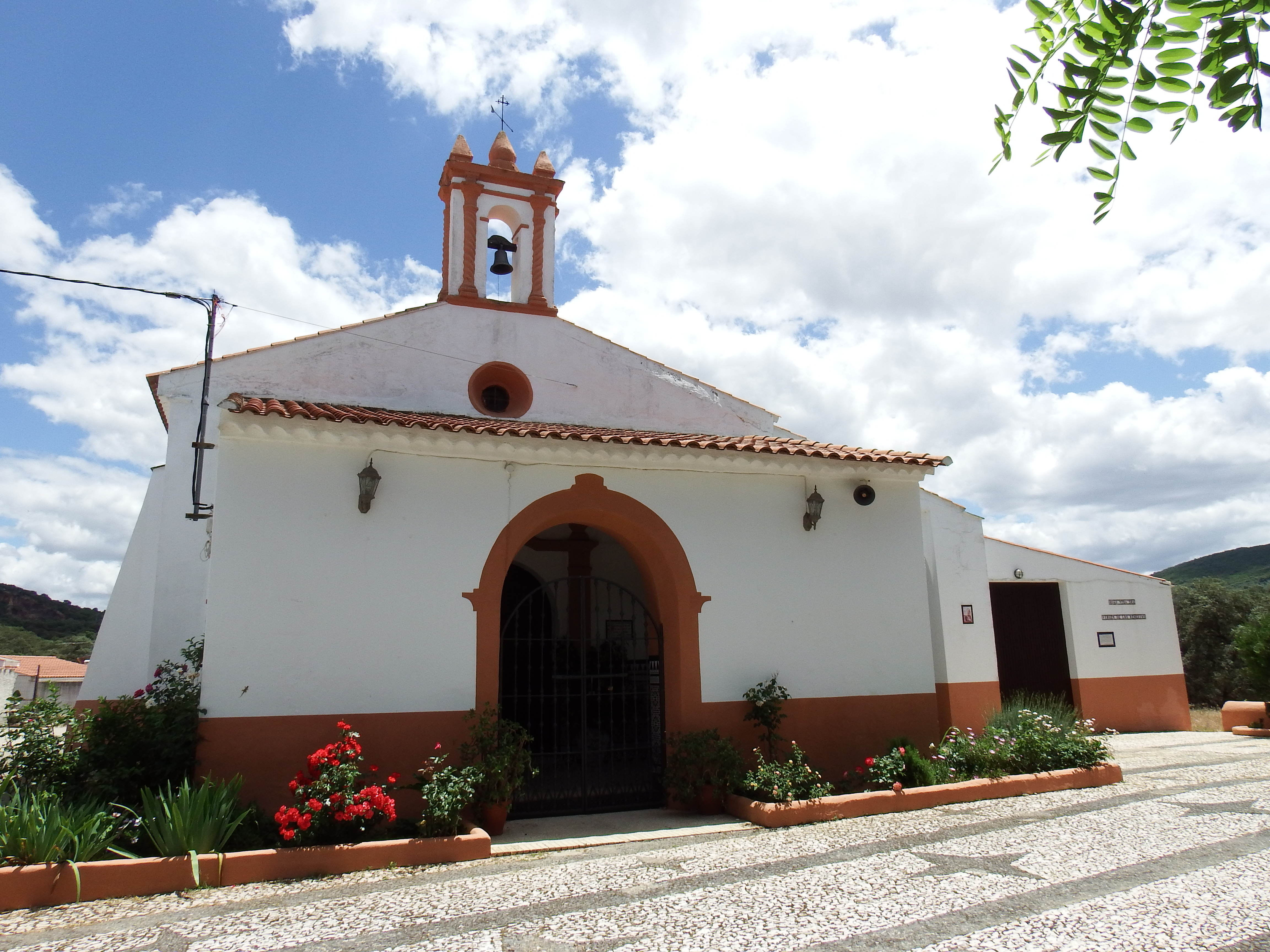
Marienkapelle
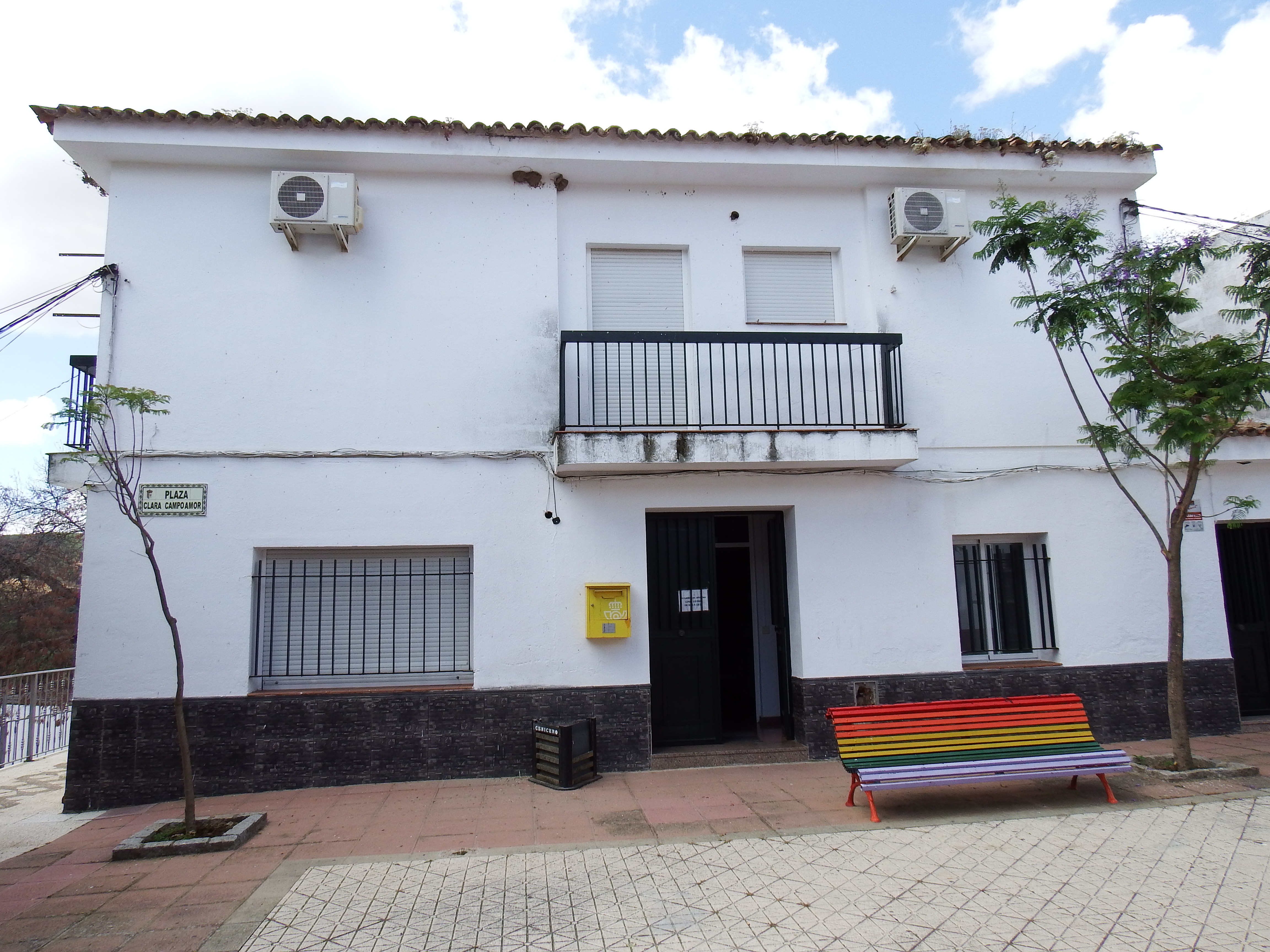
Rathaus